# Farallonské ostrovy

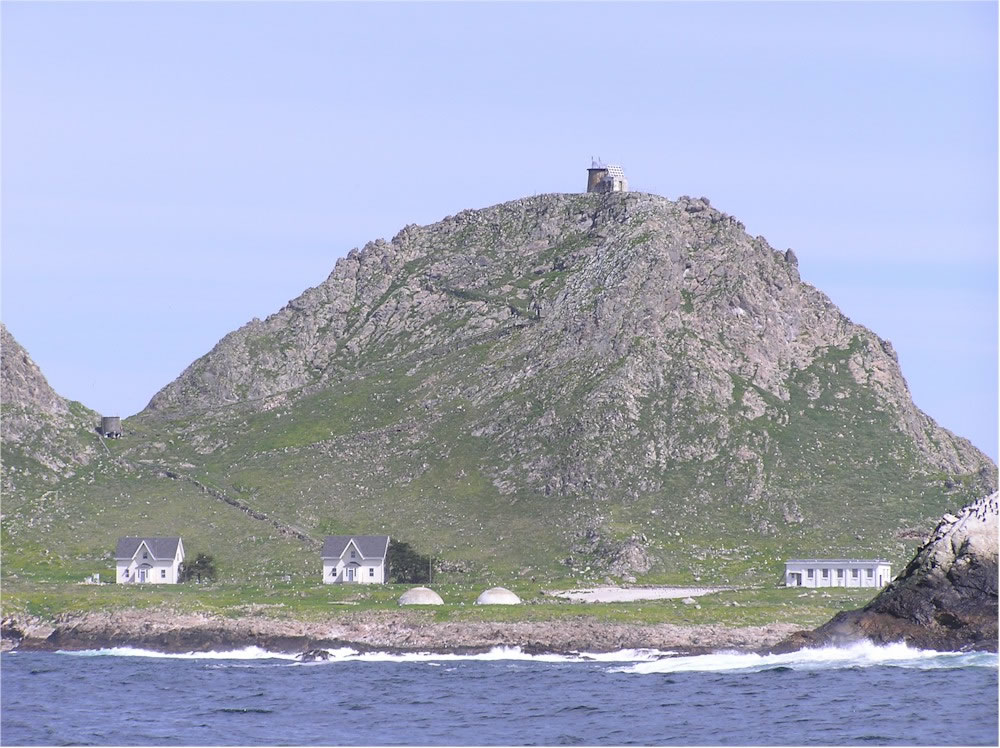
Southeast Farallon Island s výzkumnou stanicí a majákem

Farallonské ostrovy (Farallon Islands) je souostroví v Tichém oceánu ležící zhruba 40 km západně od San Franciska. Jeho celková rozloha je 419 hektarů, nejvyšší bod leží 109 metrů nad mořem. Ostrovy jsou bez stálého osídlení, na největším z nich jménem Southeast Farallon Island se nachází vědecká stanice. Od roku 1909 jsou Farallonské ostrovy přírodní rezervací a vstup na ně je možný jen na zvláštní povolení.
Souostroví objevil v roce 1539 Juan Rodriguez Cabrillo a nazval je Farallones (španělsky Útesy). V 19. století byly často navštěvovány lovci lachtaních kožešin a sběrači ptačích vajec. Na nejvyšším bodě ostrovů zvaném Tower Hill byl v roce 1853 postaven maják (od roku 1972 funguje bez lidské obsluhy). Ostrovy jsou důležitým hnízdištěm mořských ptáků: alkoun úzkozobý, racek západní, kormorán ušatý, buřňáček popelavý, papuchalk růžkatý a další. Na březích ostrovů se objevují mořští savci (lachtan medvědí, rypouš sloní), vnitrozemí obývá myš domácí: koncentrace 500 jedinců na akr je údajně nejvyšší na světě. V moři okolo ostrovů žije žralok bílý, keporkak, plejtvákovec šedý nebo kosatka dravá.

## Seznam ostrovů
- Southeast Farallon Island (SEFI)
- Seal Rock
- Maintop Island
- The Drunk Uncle Islets
- Aulone Island
- Great Arch Rock
- Sugarloaf Island
- Sea Lion Rock
- Hurst Shoal
- Middle Farallon Island
- North Farallon Island
- Island of Saint James
- Fanny Shoal
- Noonday Rock

a další bezejmenné ostrůvky